# Gibasis karwinskyana
Gibasis karwinskyana är en himmelsblomsväxtart som först beskrevs av Schult. och Julius Hermann Schultes, och fick sitt nu gällande namn av Otto Rohweder. Gibasis karwinskyana ingår i släktet Gibasis och familjen himmelsblomsväxter.

## Underarter
Arten delas in i följande underarter:
- G. k. karwinskyana
- G. k. palmeri